# Anthomyia medialis
Anthomyia medialis este o specie de muște din genul Anthomyia, familia Anthomyiidae, descrisă de Donald Henry Colless în anul 1982. Conform Catalogue of Life specia Anthomyia medialis nu are subspecii cunoscute.